# مارسل پروست

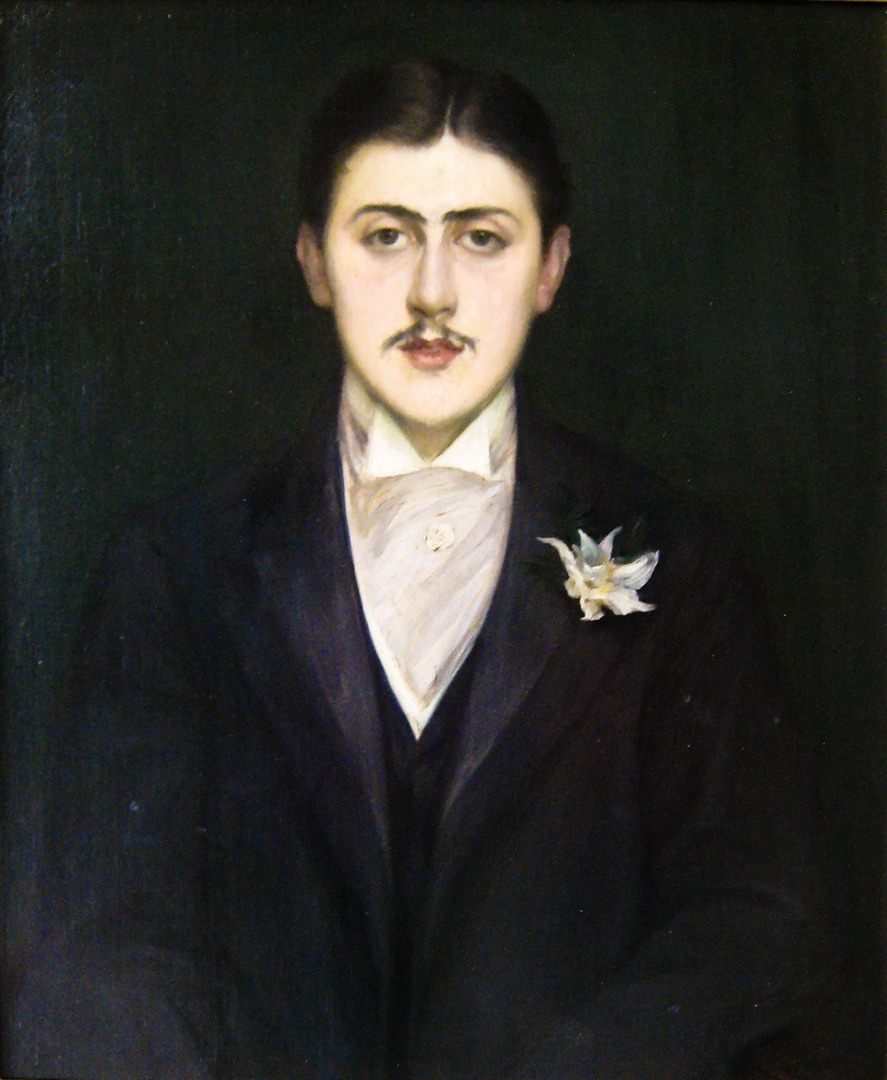
تک‌چهره پروست در ۱۸۹۲ (۲۱ سالگی) اثر ژاک-امیل بلانش

مارسل پروست با نام کامل والانتَن لویی ژرژ اوژن مارسل پروست (به فرانسوی: Valentin Louis Georges Eugène Marcel Proust)‏ (فرانسوی: [maʁsɛl pʁust]) (زادهٔ ۱۰ ژوئیه ۱۸۷۱ – درگذشتهٔ ۱۸ نوامبر ۱۹۲۲) نویسنده و مقاله‌نویس فرانسوی بود. او به دلیل نگارش اثر باشکوهی با عنوان در جستجوی زمان ازدست‌رفته، یکی از بزرگ‌ترین نویسندگان تاریخ ادبیات جهان قلمداد شده‌است.

## زندگی
مارسل پروست چهل روز پس از پایان خونین کمون پاریس در اوتوی (محله‌ای در منطقهٔ شانزدهم پاریس) به دنیا آمد. پدرش آدرین پروست پزشکی سرشناس بود که دربارهٔ بیماری وبا در اروپا و آسیا تحقیق می‌کرد. مادرش ژن وی، زنی فرهیخته و علاقه‌مند به هنر و ادبیات فرزند یک دلال ثروتمند بورس بود. با آنکه مادرش یهودی بود اما مارسل با مذهب پدرش که کاتولیک بود رشد و پرورش یافت. او را روز ۵ اوت ۱۸۷۱ در کلیسا غسل تعمید دادند. تنها برادرش روبر که بعدها حرفهٔ پدر را دنبال کرد، در ۲۴ مارس ۱۸۷۳ متولد شد.
وی در سال ۱۸۸۲ وارد مدرسهٔ کندروسه شد. در سال ۱۸۸۶ در شانزلیزه با مری دو بنارداکی دختر یک اشراف‌زادهٔ لهستانی آشنا شد که در رمان در جستجوی زمان از دست رفته یکی از الگوهای ژیلبر سوان بود. در خلال سال‌های ۱۸۸۸–۹ در کندورسه به کلاس فلسفه رفت که دبیر آن «ماری آلفونس دارلو» (۱۹۲۱–۱۸۴۹) بر تربیت فکری او اثر بسیار گذاشت، با نشریهٔ ادبی دبیرستان به نام روو لیلاس همکاری کرد و پایش به محافل اشرافی باز شد. مارسل پروست در ۱۵ ژوئیه ۱۸۸۹ دیپلم ادبی گرفت. در نامه‌ای به آناتول فرانس (که در «جستجو» همان برگوت نویسنده‌است) می‌نویسد که از چهار سال پیش کتاب‌های او را حفظ کرده‌است.
در ماه نوامبر سال ۱۸۸۹ دورهٔ یک سالهٔ سربازی داوطلبانهٔ پروست در هنگ ۷۶ پیاده اورلئان آغاز شد. در ۱۹ مارس همان سال مادربزرگ پدری‌اش در ایلیه (الگوی کومبره در جستجو) درمی‌گذرد و در دوم ژوئیهٔ سال ۱۸۹۰ مادربزرگ مادری خود را از دست داد. او در این سال در دانشکدهٔ حقوق پاریس نام‌نویسی کرد. در سال ۱۸۹۱ گذشته از دانشکدهٔ حقوق به‌طور نامرتب در کلاس‌های آلبر سورل و آناتول لوروا بولیو در دانشکدهٔ علوم سیاسی و در کلاس‌های برگسون در سوربن شرکت کرد. دوستی وی با ژان پوکه (یکی دیگر از الگوهای ژیلبر سوان) در این سال آغاز شد. او تابستان را در کابور (یکی از الگوهای بلبک در «جستجو») گذراند.
در سال ۱۸۹۲ فعالیت‌های ادبی جدی پروست آغاز شد و او همکاریش را با نشریهٔ لو بانکه شروع کرد. در این نشریه ۱۵ مقاله از پروست چاپ شد که بعدها در کتاب خوشی‌ها و روزها دوباره منتشر شد. در این سال او با آناتول فرانس آشنا شد. دررفت‌وآمد هرچه بیشتر به محافل اشرافی به کنتس لور دوشنیه (یکی از الگوهای دوشس دو گرمانت) دلبسته شد. در سال ۱۸۹۳ با کنت روبر دو مونتسکیو (از مشخص‌ترین الگوهای بارون دوشارلوس) و کنتس گرفول (از دیگر الگوهای دوشس دو گرمانت) آشنا شد. در این سال رمان بی‌اعتنا را نوشت که می‌توان آن را نخستین طرح عشق سوان دانست. در ۱۰ اکتبر لیسانس حقوق خود را دریافت کرد. سال ۱۸۹۴ رفت‌وآمد هر چه بیشتر پروست به محافل اشرافی فوبور سن ژرمن محلهٔ اشراف پاریس آغاز شد و تدارک لیسانس ادبیات در سوربن با درس خصوصی نزد دارلو فراهم گشت. در همین سال است که دوستی او با رنالدو آن (۱۹۴۷–۱۸۷۴) موسیقی‌دان جوان ونزوئلایی و شاگرد ماسنه شکل می‌گیرد. در آوریل این سال با اسکار وایلد آشنا شد.
در ماه مارس سال ۱۸۹۵ لیسانس ادبیات خود را نیز دریافت کرد. در ماه ژوئن در مسابقه‌ای برای گرفتن سمت دستیار کتابدار در کتابخانه مازارین پاریس برنده شد. او همکاری خود را با نشریات ادبی ادامه داد. برای نخستین بار با سونات در ر (D) مینور برای پیانو و ویلن اثر سن سان آشنا شد (در جستجو به صورت سونات ونتوی  درآمد) و نگارش رمان ژان سنتوی آغاز شد. در سال ۱۸۹۶ رمان بی اعتنای وی در نشریهٔ زندگی معاصر چاپ شد. همچنین ۴ شعر از او که رنالدو آن برای آنها آهنگ ساخته‌بود نیز به چاپ رسید. در ۱۳ ژوئن همان سال چاپ کتاب خوشی‌ها و روزهای وی با مقدمهٔ آناتول فرانس و تصاویر مادلن لومر منتشر شد. اما این سال با مرگ دایی بزرگ و پدربزرگ مادری پروست مقارن بود.
در فوریهٔ سال ۱۸۹۷ با ژان لورن روزنامه‌نگاری که پروست را به همجنس‌گرایی متهم کرده بود، دوئل کرد. سال ۱۸۹۹ آغاز علاقهٔ پرشور پروست به آثار جان راسکین هنرشناس انگلیسی است. او ترجمهٔ تورات آمیین راسکین را در همین سال آغاز کرد؛ و در ژوئن سال ۱۹۰۲ ترجمهٔ تورات آن را به پایان رساند. این اثر در سال ۱۹۰۴ منتشر شد. در سال ۱۹۰۰ پروست از کتابخانهٔ مازارن برکنار می‌شود. مقالات پروست دربارهٔ سالن‌های پاریسی برای روزنامهٔ فیگارو در سال ۱۹۰۳ آغاز می‌شود. در نوامبر همان سال پدر پروست از دنیا رفت. در ماه سپتامبر سال ۱۹۰۵ مادرش را نیز از دست داد و در ماه دسامبر، در بولونی سورسن زیر نظر دکتر سولیه بستری شد. سال ۱۹۰۶ در آپارتمان شمارهٔ ۱۰۲ بولوار هوسمن ساکن شد. دیوارهای اتاق خوابش را با لایه‌ای از چوب‌پنبه پوشاند تا سر و صدای بیرون در آن رخنه نکند. ترجمهٔ کنجد و سوسن‌ها اثر راسکین را منتشر کرد.
پروست در ژانویهٔ سال ۱۹۰۸ نگارش اثر عظیمش جستجو را آغاز کرد. سال ۱۹۰۹ او هر گونه رفت‌وآمد را کنار گذاشت و یکسره به نوشتن پرداخت. نخستین نگارش عشق سوان در همین سال به پایان رسید. در سال ۱۹۱۲ بخش‌هایی از جستجو در روزنامهٔ فیگارو چاپ شد. سال ۱۹۱۳ پس از شکست تلاش‌های بسیارش برای قبولاندن اثر به چند ناشر، سرانجام انتشارات برنار گراسه می‌پذیرد که «در جستجوی زمان از دست رفته» را در سه جلد به خرج نویسنده چاپ کند. طرف خانه سوان در نیمهٔ دوم نوامبر منتشر شد. در ماه اوت سال ۱۹۱۶ از انتشارات برنار گراسه جدا شد و حق چاپ جلد دوم اثر خود را به انتشارات گالیمار واگذار کرد.
در سال ۱۹۱۸ پروست مقدمه‌ای برای گفته‌های نقاش نوشتهٔ ژاک امیل بلانش نوشت. در ماه ژوئن در سایهٔ دوشیزگان شکوفا و مجموعه مقالات pastiches et Melamges چاپ شد. در ماه نوامبر جایزهٔ ادبی گنکور به در سایهٔ دوشیزگان شکوفا تعلق گرفت و پروست ناگهان معروف شد. او در سال ۱۹۲۰ بخش اول طرف گرمانت، در سال ۱۹۲۱ بخش دوم طرف گرمانت و بخش اول سودوم و گماره و در سال ۱۹۲۲ بخش دوم سودوم و گماره در سه جلد را چاپ می‌کند.

## وضعیت سلامتی و فوت

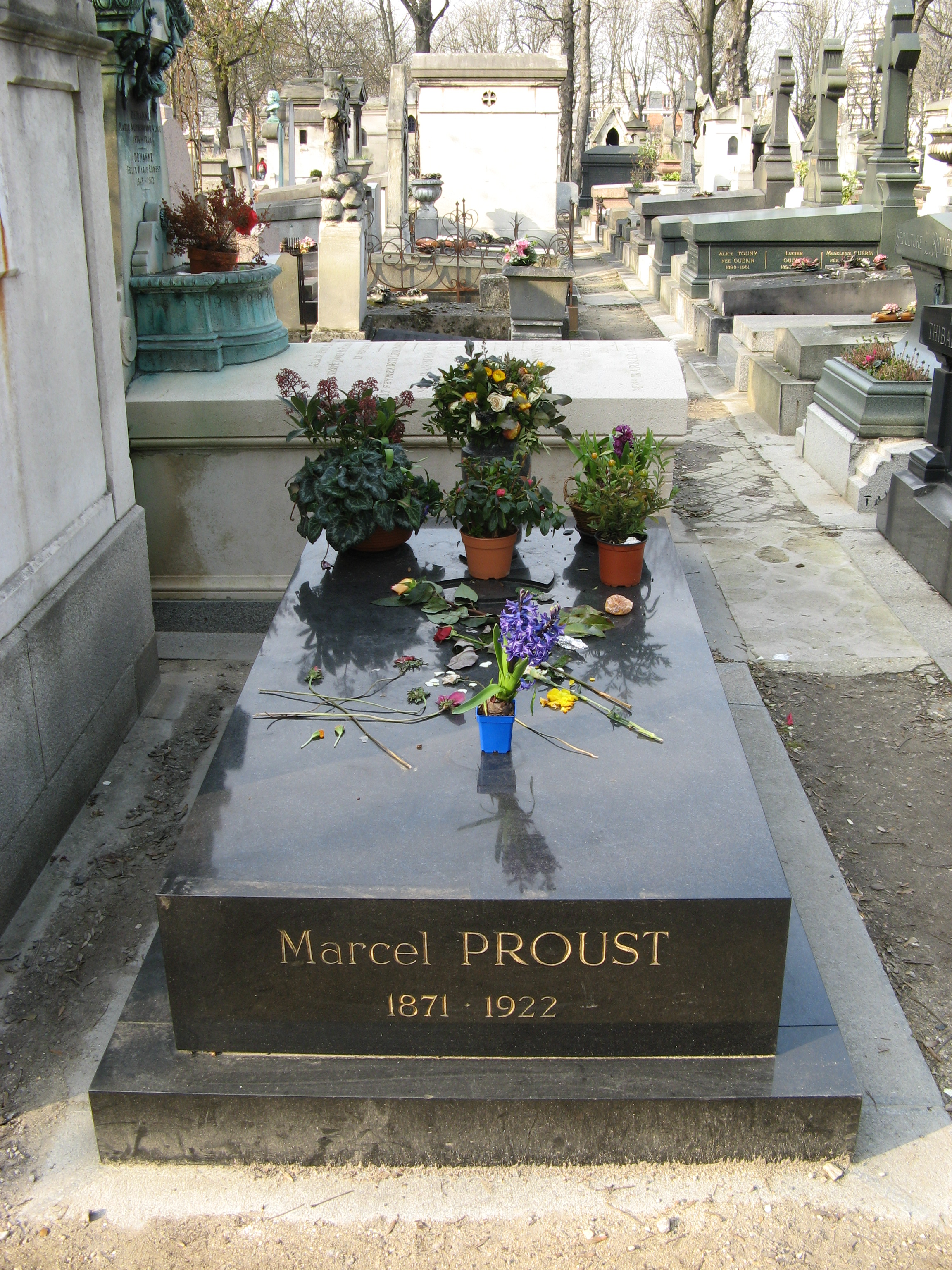
گور مارسل پروست در پر-لاشز

پروست از کودکی بیمار بود و سلامتی شکننده ای داشت. او در سال ۱۸۸۰ برای نخستین بار دچار حملهٔ بیماری آسم شد. سرانجام در میانهٔ اکتبر سال ۱۹۲۲ به برونشیت دچار شد و روز هجدهم نوامبر جان سپرد. مارسل پروست در گورستان پر-لاشز پاریس به خاک سپرده شده‌است.

## آثار پس از فوت
پس از مرگ او، در سال ۱۹۲۳ اسیر در دو جلد، در سال ۱۹۲۵ گریخته در دو جلد، در سال ۱۹۲۷ زمان بازیافته در دو جلد، در سال ۱۹۵۲ رمان ژان سنتوی در دو جلد و در سال ۱۹۵۴ اثر ناتمام ضد سنت‌بوو به چاپ رسید.

## زندگی شخصی
رابطهٔ عاشقانهٔ رنالدو آن و پروست از نخستین دیدارشان در ژوئن ۱۸۹۴ شکل گرفت و با خشم و حسادت در تابستان ۱۸۹۵ پایان یافت. پروست که همجنس‌گرایی را یک انتخاب می‌دانست تلاش می‌کرد رابطهٔ خود را مخفی نگاه دارد. با این وجود برخی از اطرافیان آن‌ها از این رابطه آگاه بودند و امروزه از نامه‌های باقی‌مانده چنین برداشت می‌شود که پروست رنالدو آن را عاشقانه دوست داشته‌است. با وجود آنکه رابطه جنسی آن‌ها یک سال بیشتر دوام نیاورد وانگهی پروست و آن تا زمان مرگ پروست در ۱۹۲۲ دوستان نزدیکی باقی ماندند. آن‌ها علایق هنری مشترک بسیاری داشتند و با یکدیگر در اپراها و سالن‌ها حضور می‌یافتند. رنالدو آن از افرادی بود که بر زندگی پروست تأثیر قابل توجهی گذارد.

## دربارهٔ پروست
- پروست، مقاله ای از ساموئل بکت
- فضای پروستی، نوشته جورج پوله، ترجمه وحید قسمتی، نشر ققنوس، ۱۳۹۰
- بررسی شخصیت‌های رمان در جستجوی زمان از دست رفته، نوشته ژان ایوه تادیه، ترجمه مهدی دوستی مهاجر، مجله مد و مه، فروردین۱۳۹۷.[۶]

## چند جمله از پروست
- عظمت هنر واقعی، بازیافتن و بازگرفتن و شناساندن واقعیتی است که دور از ان زندگی می‌کنیم، واقعیتی که چیزی نیست جُز زندگی‌مان، زندگی واقعی، زندگی سرانجام کشف و روشن شده، در نتیجه تنها زندگی براستی زیسته، ادبیات است.
- زمان بازیافته صفحهٔ ۲۴۴
- فقط به یاری هنر می‌توانیم از خود بیرون آییم، و بدانیم دیگران چگونه می‌بینند این عالمی را که همان عالَم ما نیست و اگر هنر نبود چشم‌اندازهایش همانند آنهایی که در ماه هست برایمان ناشناخته می‌ماند. به یاری هنر، به جای آن که فقط یک جهان، جهان شخص خودمان را ببینیم. جهان‌های بسیار می‌بینیم، و به تعداد هنرمندان نوآور جهان‌هایی در برابر ماست که هر یک با دیگری به اندازهٔ گردان در بینهایت با هم متفاوتند.
- زمان بازیافته صفحهٔ ۲۴۵
- سبک تجلی تفاوت کیفی شیوهٔ ظاهر شدن جهان بر هر یک از ماست، تفاوتی که اگر هنر نبود راز ابدی هر کسی باقی می‌ماند، تجلی‌ای که دست‌یابی به آن از راه‌های مستقیم و آگاهانه محال است.
- زمان بازیافته صفحهٔ ۲۴۵
- کتابهای واقعی باید نه از روز روشن و گپ و گو که از تاریکی و سکوت زاییده شوند.
- زمان بازیافته صفحهٔ ۲۴۸
- برای بدن فقط شادکامی خوب است، اما نیروهای ذهن را اندوه پرورش می‌دهد.
- زمان بازیافته صفحهٔ ۲۵۷